# Salomon van Til

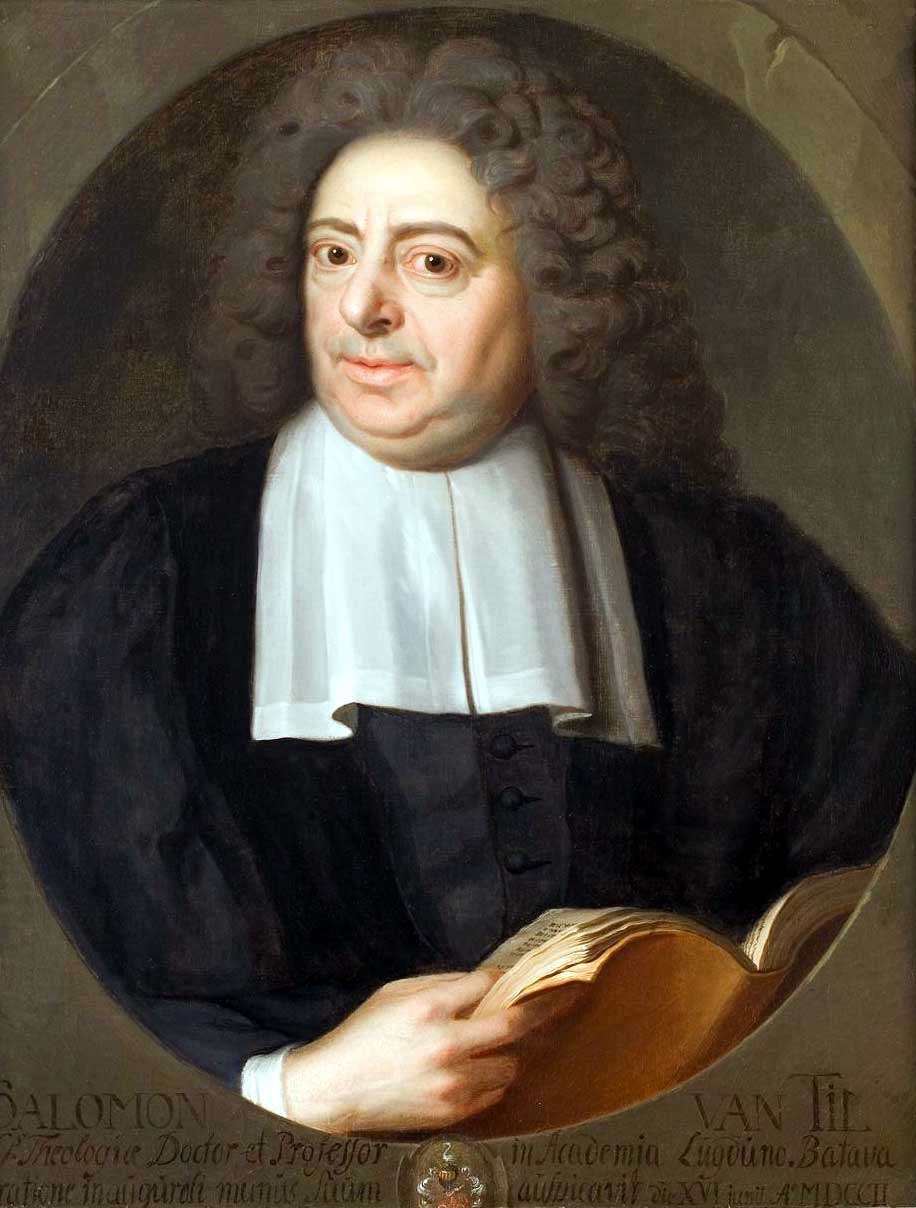
Salomon van Til

Salomon van Til (ook wel Salomon van Till) (Weesp, 26 december 1643 - Leiden, 31 oktober 1713) was een gereformeerde theoloog en rector van de Universiteit van Leiden.

## Biografie
Van Til was de zoon van Johannes van Til en Barbara le Grand. Al snel was duidelijk dat hij theoloog zou worden. Hij ging in Alkmaar naar de Latijnse school en studeerde vervolgens theologie en medicijnen Utrecht en Leiden, waar hij in 1664 afstudeerde.
In 1666 werd hij dominee in Huisduinen. Na het einde van het Eerste Stadhouderloze Tijdperk werd Van Til uit zijn ambt ontheven. Daarna nam hij zijn studie medicijnen weer op om een inkomen veilig te stellen. Een jaar later overleed zijn vader. In 1676 werd hij weer dominee, ditmaal in De Rijp, in 1682 in Medemblik en in 1683 in Dordrecht.
Op 6 mei 1702 werd van Til professor in Leiden en op 13 juni kreeg hij van de curatoren van de Universiteit van Leiden een eredoctoraat. In 1704-1705 was hij rector Alma Mater. In 1710 kreeg Van Til een beroerte, waarna hij verlamd bleef. Drie jaar later werd hij uit zijn lijden verlost.
Van Til trad tweemaal in het huwelijk. Met zijn eerste echtgenote, Maria van Tethrode († 1697), was hij ruim dertig jaar getrouwd. Na haar overlijden trouwde hij met Agatha Catharina Molenschot († 1708). Zijn dochter Maria van Til trouwde met Benjamin van Hess, die ook dominee was. Zijn dochter Barbara van Til trouwde met Jeronymus Jacob van Thulden, een politicus uit Raamsdonk. Zijn zoon Jan Rochus van Til was diplomaat in Lissabon en Keulen.

## Werken
- Salems vrede in liefde, trouw en waerheyd behartigt. o. O. 1678, 1687, 1698, 1730.
- Het Evangelium des h. apostels Matthaei. Alkmar und Amsterdam 1683, 1687, 1698, 1703 (online versie), 1717, 1726
- De officio magistratus erga Scholas et gymnasia (...). Amsterdam 1684.
- Inleydinge tot de prophetische schriften. Dordrecht 1684,1698, In deutsch: Einleitung zu den prophetischen Schriften. Frankfurt-Hanau 1699 (online versie)
- Methodus concionandi juxta praecepta artis hermeneuticae et oratoriae concinnata. Dordrecht, 1688, niederländisch: Predikordre, geschikt naar de leerregelen der uitleg en redeneerkunde (...). Haarlem 1705.
- Methodus concionandi, illustrata commentariis et exemplis quibus addila sunt eiusdem auctoris bibliotheca theologica et aliae dissertationes. Utrecht 1727 (online versie)
- Digt-, zang- en speelkonst soo der ouden als bysonder der Hebreen. Dordrecht 1692,1706, 1728; in Deutsch: Dicht-, Sang-und Spielkunst (...). Franckfurt-Leipzig 1706 (online versie), 1719; lateinisch.: Cantus poeseos nee non sonandi facultas. In: Blasius Ugolinus: Thesaurus anliquitatum sacrarum, XXXII. Venetiis 1767
- Het eerste boek der Psalmen ontvouwt en ten gebruyeke gebracht (...). Dordrecht 1693; in Deutsch.: Das erste Buch der Psalmen. Leipzig 1706.
- Het voorhof der heydenen voor alle ongeloovigen geopenl (...). Dordrecht 1694, 1714.
- Broederlijke rouw-klagt over het ontijdig afsterven van (...) D. Jacobus Sappius (...) Zielsorger der kudde Jesu Christi binnen Dordrecht (...). Dordrecht 1695.
- 't Vervolg op het voorhof der heydenen (...). Dordrecht 1696.
- Het tweede boek der Psalmen. Dordrecht 1696, deutsch: Das zweite Buch der Psalmen. Frankfurt und Leipzig, 1720 (online versie)
- Eerste werelts op- en ondergang na Mosis oogwit en beschrijving ontvouwt (...). Dordrecht 1698, 1724.
- Het derde boek der Psalmen. Dordrecht 1698.
- Phosphorus propheticus seu Mosis et Habakuki vaticinia. Hisce accedit Dissertatio paradoxa theologico-chronologica de anno, mense et die nati Christi. Leiden 1700.
- Malachias Illustratus. Leiden 1701 (online versie)
- Zielenraad in tyden van druk aan 't bedroefde Nederland ter occasie van het smartelijk overlijden van William de III. Dordrecht 1702.
- Oratio qua exit us ecclesiae reformatae ex Babylone spirit uali justificalur et de scismatis crimine liberatur. Leiden 1702; niederländisch: Intree 's reden, waar by d'uytgang der Hervormde Kerk, uyt het geestelijk Babel word verdedigt (...). Dordrecht 1702.
- Theologiae utriusque compendium cum naturalis tum revelatae una cum appendicede origine controversiarum nostri temporis (...). Leiden 1704; niederländisch: Kortbondig betoog der beyder godgeleerdheid, soo der aangeborene als der geopenbaarde (...). Dordrecht 1712.
- De conscientia in funetionibus et proprietatibus contemplanda. Leiden 1705.
- Dissertatio theologico-philologica (...). Leiden 1706.
- Antidotum viperinis morsibus D.J. oppositum. Leiden 1707; niederländisch: Tegengift tegen de addersteeken van Mr. P. de Joncourt vertaalt en verdedigt. Utrecht 1708.
- Ernstige aanspraak aan Mr. Pieterde Joncourt. Leiden 1708.
- Het vierde en vijfde boek der Psalmen. Leiden 1708.
- Commentarius de tabernacula Mosis (...) et Zoologia sacra. Dordrecht-Amsterdam 1714 ();
- Homiliae catecheticae et festates, ut et plurimi ad infantiam ac passionem Christi spectantes; nee non quae pertinent ad Decalogum. Utrecht 1714, 1726; niederländisch: Alle de feestkerkreedenen, gepast op de geboorte, kindsheyd, opstanding, hemelvaart en uitstorting des Heyligen Geestes van Onzen Heere Jezus Kristus. Haarlem 1715, 1725, 1731.
- Verzameling van eenige uitgeleeze predikatiën, met een bondige ontleding van het lied van Mozes. Leiden 1714, 1733.
- Opstel over het Hoogelied. In: N. Lydius: Het Hoogelied van Salomo. 2. Auflage. Amsterdam 1719.
- Opus analyticum vol. praec. sive commentarius ad Mosis, Habakuk et Malachiae vaticinia. Leiden 1719.
- Opus analyticum, comprehendens introductionem in Sacram Scripturam, ad Johannis Heinrici Heideggeri Enchiridion IEPOMNHMONIKON concinnatum. Utrecht 1720; Basel 1722, 2 Bde.,
- De send-brieven van Paulus aan de Romeinen en Filippensen (...). Haarlem 1721-1722. 2. Bde.
- Theologia paracletica, cui additaesunt variae condones (...). Utrecht 1724, niederländisch: Pligrvermanende godgeleerdheid met Tal van leerredenen (...) en Redevoering over het geweten. Utrecht 1726, 1727, 2. Bde.,
- Alle de vijf boeken der Psalmen. Utrecht 1724, 5 Bde.
- Collectio fragmentorum homiliarum catecheticarum. Utrecht 1725.
- Kerkredenen over den Heidelbergschen catechismus. Utrecht 1725.
- Ondersoek des geloofs, in vraagen voorgestelt en met antwoorden ontvouwt. Dordrecht 1726.
- Commentarius in IV Pauli epistolas (...) I ad Corinthios, Ephesios, Philippenses et Colossenses. Amsterdam 1726.
- Verklaring van den eersten brief van Paulus aan die van Corinthen. Amsterdam 1726.
- Commentaria absolutissima nova in varios libros propheticos (...). In hac editione adjectae sunt (...) Dissertationes philologico-theologicae et Acta apostolorum ad annates revocata. Leiden 1744, 3. Bde.